# Alči

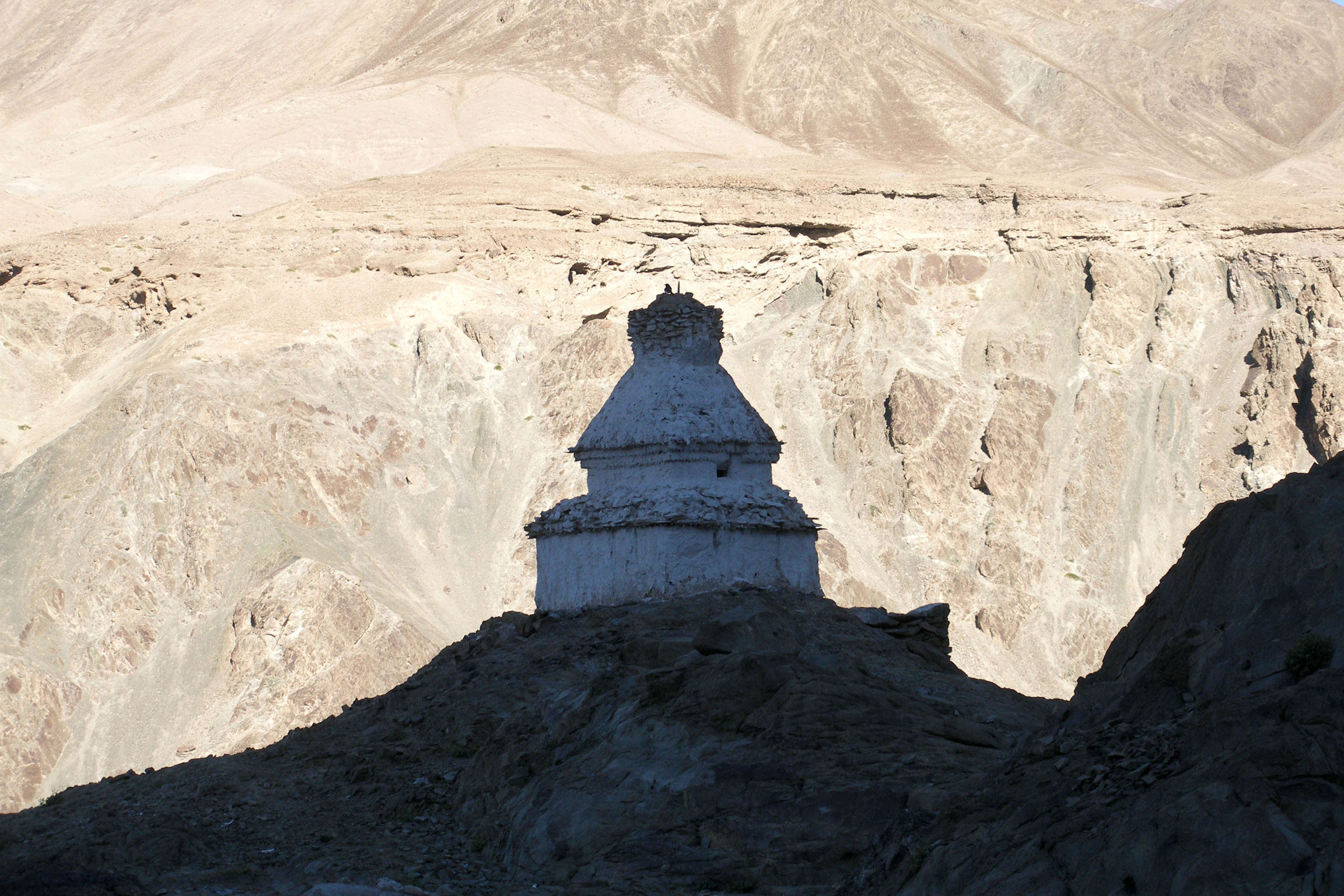
Čhörten v Alči

Alči je vesnice asi 67 km západně od Léhu v Ladaku v indickém státě Džammú a Kašmíru v Indii v Himálaji na břehu řeky Indus. Vesnice je proslavená jednou z nejvýznamnějších indických památek - jedním z nejstarších ladackých buddhistických klášterů s nástěnnými malbami z 11. století. Malby na zdech představují jedny z nejstarších maleb zobrazující umělecké a duchovní detaily buddhistických i hinduistických králů z té doby v Kašmíru.
Nejlepší doba k návštěvě je od června do září, vesnice je z Léhu dostupná autobusem nebo taxíkem, cesta trvá okolo dvou hodin.